# Jean-Baptiste-Siméon Dudouyt
Pour les articles homonymes, voir Dudouyt.
Jean-Baptiste-Siméon Dudouyt, né le 4 octobre 1778 à Prétot dans la Manche et mort le 25 octobre 1845 à Coutances dans la Manche, est un médecin et député de la Manche de 1830 à 1837.

## Biographie
Ce député n'a été envoyé qu'en juin 1830 à la Chambre, où il vint se placer au centre gauche, et voter, nous assure-t-on, avec ses voisins, les partisans du juste-milieu. En route pour Paris, pendant les trois journées, il s'empressa de rétrograder lorsqu'il apprît les évènements de la capitale. Cet acte de courage à la Dupin, joint à son silence pendant toute la session dernière, silence que nous ne pensons pas qu'il ait rompu pour développer ses principes à ses commettants, nous fuit croire qu'il continuera à être l'approbateur des doctrines ministérielles. 

## Sources
- « Jean-Baptiste-Siméon Dudouyt », dans Adolphe Robert et Gaston Cougny, Dictionnaire des parlementaires français, Edgar Bourloton, 1889-1891 [détail de l’édition]
- Biographie politique des députés. Session de 1831 de Pagnerre (1831)